# Relaciones República Checa-Venezuela
Las relaciones República Checa-Venezuela se refieren a las relaciones internacionales que existen entre la República Checa y Venezuela.

## Antecedentes
Después de la invasión de Checoslovaquia por el Pacto de Varsovia en 1968, Teodoro Petkoff, miembro del Partido Comunista de Venezuela, exguerillero y periodista venezolano, escribió el libro Checoslovaquia: el socialismo como problema, condenando la invasión y proponiendo el socialismo democrático. La obra tuvo una importante influencia internacional; como consecuencia, Leonid Brézhnev, secretario general del Partido Comunista de la Unión Soviética, declaró a Petkoff como una "amenaza" para el comunismo internacional, junto con el francés Roger Garaudy y el austríaco Ernst Fischer(quienes, al igual que Petkoff, eran parte de los comités centrales de los partidos comunistas de sus respectivos países y publicaron obras ese año condenando la invasión y denunciando al comunismo soviético por antidemocrático y antihumanista). En base a este ideal, Petkoff y otros partidarios fundan el partido Movimiento al Socialismo el 17 de enero de 1971.

## Historia
República Checa estuvo entre los 28 países de la Unión Europea que desconocieron los resultados de las elecciones de la Asamblea Nacional Constituyente de Venezuela de 2017. República Checa también desconoció los resultados de las elecciones presidenciales de Venezuela de 2018, donde Nicolás Maduro fue declarado como ganador.[cita requerida]
En 2019, durante la crisis presidencial de Venezuela, República Checa reconoció a Juan Guaidó como presidente de Venezuela.